# Коктобе (Енбекшиказахский район)
Коктобе (каз. Көктөбе) — село в Енбекшиказахском районе Алматинской области Казахстана. Входит в состав Коктобинского сельского округа. Код КАТО — 194049300.

## Географическое положение
Населённый пункт расположен в 2 км восточнее районного центра — города Есик, в предгорьях Заилийского Алатау, в степной зоне.

## Население
В 1999 году население села составляло 3098 человек (1535 мужчин и 1563 женщины). По данным переписи 2009 года в селе проживали 3623 человека (1764 мужчины и 1859 женщин).

## Инфраструктура
В 1957—1997 годах в селе функционировало плодово-ягодное хозяйство «Коктобе». В 1997 году на его базе созданы одноимённый производственный кооператив и крестьянские хозяйства.